# 南条文雄

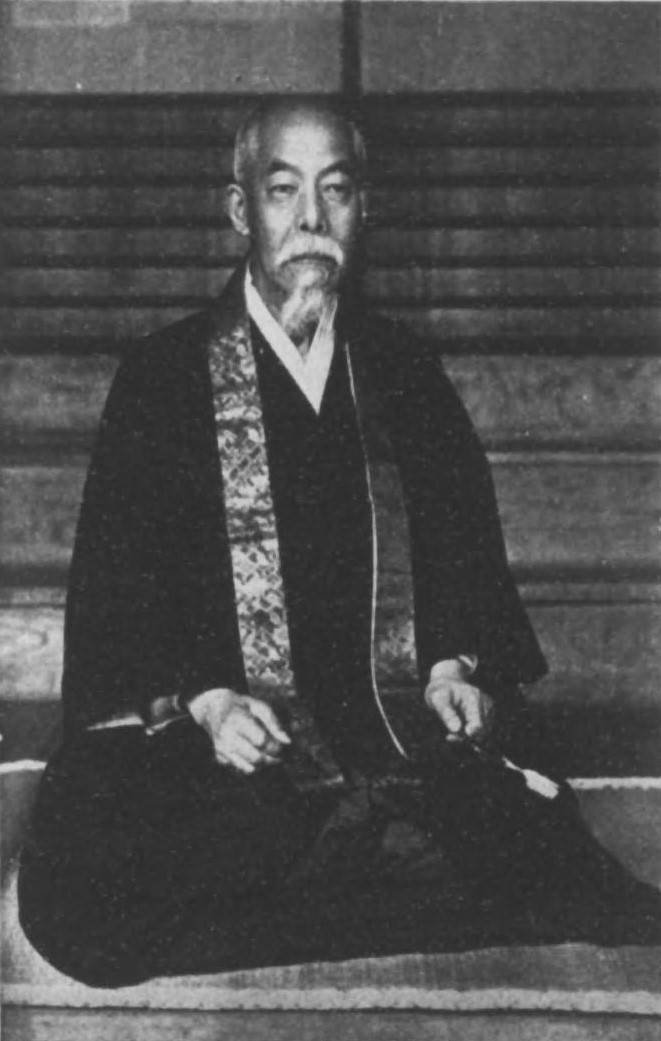
南条文雄

南條文雄（日语：〔〕／ Nanjō Bun'yū，1849年7月1日—1927年11月9日），日本明治、大正年間的佛教学者。

## 生平
南條出生于東本願寺真宗大谷派属下的誓运寺。早年学习古汉语及佛教文献。1876年被派往欧洲学习梵文和印度哲学，期间结识了一批著名学者，其中包括马克斯·缪勒（Max Müller）及杨文会，并帮助后者从日本运回一批在汉地失传的佛教经论，由南京印经处翻印发行，促进了佛教在中国近代的复兴。1884年返回日本，出任讲授佛学的大学教授，直至逝世为止。1906年，獲任命為帝国学士院会員。

## 著作
- 《日本佛教文献》，与马克斯·穆勒合著，牛津，1881-84年出版。
- 《大明三藏聖教目録》，牛津，1883年出版。
- 《日本佛教十二宗简史》，东京，1886年出版。
- 《和英大辞典》，合编，东京，1896年出版。